# Florin Răducioiu
Florin Valeriu Răducioiu (* 17. März 1970 in Bukarest) ist ein ehemaliger rumänischer Fußballspieler. Er ist neben Christian Poulsen, Justin Kluivert und Stevan Jovetić einer von vier Spielern, die in jeder der fünf stärksten europäischen Ligen gespielt haben, der Premier League, der Primera División, der Serie A, der Ligue 1 und der Fußball-Bundesliga. Răducioiu nahm an der Fußball-Weltmeisterschaft 1990, der Fußball-Weltmeisterschaft 1994 und der Fußball-Europameisterschaft 1996 teil.

## Karriere

### Verein
Im Alter von acht Jahren kam Florin Răducioiu durch seinen Vater zu Dinamo Bukarest. Bereits im Alter von 16 Jahren absolvierte Răducioiu seinen ersten Einsatz für Dinamo in der höchsten rumänischen Fußballliga, der Divizia A, als er am 21. Mai 1986 kurz vor Ende der Partie gegen Politehnica Timișoara eingewechselt wurde. Mit Dinamo wurde Răducioiu im Jahr 1990 rumänischer Meister und Pokalsieger sowie drei Mal Vizemeister. Ebenfalls in der Saison 1989/90 erreichte er mit Dinamo das Halbfinale im Europapokal der Pokalsieger, schied aber gegen den RSC Anderlecht aus.
1990 galt Răducioiu bereits mit 20 Jahren als einer der besten rumänischen Spieler und wechselte – wie viele rumänische Spieler – ins Ausland. Er schloss sich dem AS Bari in der Serie A an. Es folgten häufige Vereinswechsel und Răducioiu gelangte über Hellas Verona zu Brescia Calcio, ehe er 1993 zum AC Mailand wechselte. Mit Mailand gewann Răducioiu 1994 die italienische Meisterschaft und die Champions League, kam aber kaum zum Einsatz. Nach einer sehr guten Weltmeisterschaft wechselte Răducioiu daraufhin nach Spanien zu Espanyol Barcelona, nach der Europameisterschaft 1996 wechselte er nach England zu West Ham United, ging aber nach Problemen mit Trainer Harry Redknapp schon in der Winterpause zu Espanyol zurück.
1997 verließ Răducioiu erneut Spanien und wechselte in die Fußball-Bundesliga zum VfB Stuttgart, mit dem er das Finale im Europapokal der Pokalsieger erreichte. Da er auch in Stuttgart nicht glücklich wurde, ging Răducioiu 1998 zurück nach Italien und spielte erneut für Brescia Calcio, ehe er im Jahr 2000 nach Rumänien zu Dinamo Bukarest zurückkehrte. Da er bei Dinamo kaum zum Einsatz kam, wechselte er bereits in der Winterpause 2000/01 zum AS Monaco nach Frankreich. Im Jahr 2002 beendete Răducioiu seine aktive Karriere, die er lediglich für zehn Einsätze für US Créteil in der Ligue 2 im Jahr 2004 wieder aufnahm.
Von Dezember 2006 bis Februar 2007 war er Sportdirektor bei Dinamo Bukarest und begann 2009 eine Trainerausbildung. Im Jahr 2010 erwarb Răducioiu die Fußball-Lehrer-Lizenz (Diploma PRO UEFA) in Coverciano bei Florenz (Italien).

### Nationalmannschaft
Florin Răducioiu bestritt sein erstes von 40 Länderspielen am 25. April 1990 in Haifa gegen Israel. Er nahm an der Fußball-Weltmeisterschaft 1990 in Italien und der Fußball-Weltmeisterschaft 1994 in den USA teil, wo er in vier Begegnungen vier Tore erzielte und damit maßgeblichen Anteil am besten Abschneiden einer rumänischen Mannschaft hatte. Nach der Fußball-Europameisterschaft 1996 in England beendete er seine Karriere in der Nationalmannschaft.

## Erfolge
- WM-Teilnehmer: 1990, 1994
- EM-Teilnehmer: 1996
- Champions-League-Sieger: 1994
- Finalist im Weltpokal: 1993
- Finalist im Europapokal der Pokalsieger: 1998
- Italienischer Meister: 1994
- Italienischer Supercup-Sieger: 1993
- Rumänischer Meister: 1990
- Rumänischer Pokalsieger: 1990

## Auszeichnungen
Am 25. März 2008 wurde Răducioiu vom rumänischen Staatspräsidenten Traian Băsescu für die Leistungen in der Nationalmannschaft mit dem Verdienstorden „Meritul sportiv“ III. Klasse ausgezeichnet.

## Trivia
Florin Răducioiu war lange der einzige Spieler, der in den fünf besten europäischen Ligen, der Premier League, der Primera División, der Serie A, der Ligue 1 und der Bundesliga, gespielt hatte. 2011 schaffte dies auch Christian Poulsen, 2021 Stevan Jovetić und 2023 Justin Kluivert. Vor Einführung der Bundesliga und der Premier League hatte bereits der Schwede Dan Ekner in den höchsten Spielklassen Englands, Spaniens, Italiens, Frankreichs und Deutschlands gespielt.
Răducioiu ist seit 1997 verheiratet und hat eine Tochter und einen Sohn. Mit seiner Familie lebt er in Brescia.